# Gondang (Gondang)
Gondang is een bestuurslaag in het regentschap Tulungagung van de provincie Oost-Java, Indonesië. Gondang telt 3031 inwoners (volkstelling 2010).